# Гантінгтон (Юта)
Гантінгтон (англ. Huntington) — місто (англ. city) в США, в окрузі Емері штату Юта. Населення — 1914 особи (2020).

## Географія
Гантінгтон розташований за координатами 39°19′51″ пн. ш. 110°57′48″ зх. д. / 39.33083° пн. ш. 110.96333° зх. д. (39.330868, -110.963379).  За даними Бюро перепису населення США в 2010 році місто мало площу 5,28 км², уся площа — суходіл. В 2017 році площа становила 5,85 км², уся площа — суходіл.

## Демографія
Згідно з переписом 2010 року, у місті мешкало 2129 осіб у 726 домогосподарствах у складі 566 родин. Густота населення становила 404 особи/км².  Було 861 помешкання (163/км²).
Расовий склад населення:
| - 91,3 % — білих - 0,9 % — корінних американців - 0,3 % — вихідців з тихоокеанських островів - 0,3 % — азіатів - 0,2 % — чорних або афроамериканців - 6,0 % — осіб інших рас |

До двох чи більше рас належало 1,0 %. Частка іспаномовних становила 8,9 % від усіх жителів.
За віковим діапазоном населення розподілялося таким чином: 33,0 % — особи молодші 18 років, 56,1 % — особи у віці 18—64 років, 10,9 % — особи у віці 65 років та старші. Медіана віку мешканця становила 31,3 року. На 100 осіб жіночої статі у місті припадало 104,9 чоловіків;  на 100 жінок у віці від 18 років та старших — 100,0 чоловіків також старших 18 років.
Середній дохід на одне домашнє господарство  становив 57 923 долари США (медіана — 49 620), а середній дохід на одну сім'ю — 66 046 доларів (медіана — 59 583). Медіана доходів становила 48 869 доларів для чоловіків та 28 438 доларів для жінок. За межею бідності перебувало 9,6 % осіб, у тому числі 9,2 % дітей у віці до 18 років та 5,8 % осіб у віці 65 років та старших.
Цивільне працевлаштоване населення становило 925 осіб. Основні галузі зайнятості: освіта, охорона здоров'я та соціальна допомога — 22,8 %, роздрібна торгівля — 14,3 %, будівництво — 11,9 %, сільське господарство, лісництво, риболовля — 10,6 %.